# Виченде (Кампобасо)
Виченде (итал. Vicende) је насеље у Италији у округу Кампобасо, региону Молизе.
Према процени из 2011. у насељу је живело 74 становника. Насеље се налази на надморској висини од 562 м.